# Frauenliebe
Le Frauenliebe, également publié sous le titre de Liebende Frauen et à court terme sous le titre de Frauen Liebe und Leben, plus tard absorbé par la revue Garçonne, était une revue pour lesbiennes publiée sous la République de Weimar à Berlin de 1926 à 1931. Elle fut, avec le magazine Die Freundin, la revue lesbienne la plus importante et la plus durable du premier mouvement lesbien.

## Histoire
Le Frauenliebe est paru pour la première fois en 1926 aux éditions Karl-Bergmann-Verlag, à Berlin. Dans certaines parutions, la maison d'édition Frauenliebe-Verlag est indiquée, mais selon Heike Schader, elle n'était pas une maison d'édition indépendante, mais « représentait une construction au sein de la maison d'édition Karl Bergmann ». Karl Bergmann dirigeait également le Deutscher Freundschaftsverband (DFV), dès lors, l"hebdomadaire Frauenliebe faisait également office d'hebdomadaire du DFV.
La date exacte de la première publication n'est pas connue, mais comme elle était hebdomadaire et que la numérotation continue de 1926 s'arrête à 30, on peut supposer que la première publication date de la 22e semaine de l'année, correspondant au début du mois de juin 1926. Dès 1926, le tirage de l'hebdomadaire est estimé à 10000 exemplaires. Il paraissait chaque semaine et coûtait 20 pfennig.
À partir du 15 décembre 1930, il ne paraissait plus qu'en tant que feuille annexe, indépendante sur le plan rédactionnel, du magazine La Garçonne, publié depuis octobre 1930 par la même maison d'édition, qui se présentait explicitement comme « En un sens, l'amour féminin élargi et nouvellement élevé ». Laurie Marhoefer chiffre le tirage à cette époque à 5.000 exemplaires par semaine, en se basant sur les dossiers relatifs à la décision de l'organisme de contrôle de "la littérature honteuse et sale"  de Berlin.
Le contenu et le personnel de Frauenliebe se concentrait sur Berlin, mais était également distribué au-delà de la région.
Comme pour beaucoup d'autres revues lesbiennes et gays, sa distribution a été fortement entravée à plusieurs reprises par son inscription sur la liste de "la littérature honteuse et sale" de Berlin. En 1928, cela a conduit à une interdiction de douze mois de l'affichage public, de la vente dans la rue et de la présentation dans les librairies, mais la revue a continué à être publiée malgré cela. La deuxième inscription sur cette liste, à partir de mai 1931, a entraîné l'arrêt de Frauenliebe.

## Frauenliebe, Liebende Frauen et Frauen Liebe und Leben
La revue Liebende Frauen, qui s'adressait également à un public lesbien, a été publiée par la même maison d'édition et avec le même sous-titre que Frauenliebe, au moins de 1927 à 1930. Une analyse comparative des revues par Heike Schader a donné en 2018 le résultat surprenant que les deux revues paraissaient parallèlement avec un contenu totalement identique, mais avec un titre différent. Les raisons de ce procédé ne sont pas connues. Le Spinnboden Lesbenarchiv & Bibliothek e.V. de Berlin conserve de nombreux numéros de la revue.
En 1928, Frauenliebe a été classé comme "littérature honteuse et sale". Afin de pouvoir contourner les restrictions qui y étaient liées, la revue parut temporairement sous le nom de Frauen Liebe und Leben.

## Rédaction et auteurs
On sait peu de choses sur la responsabilité rédactionnelle de la revue. La seule certitude est que de 1928 jusqu'à l'arrêt de Frauenliebe, une certaine Karen était la principale rédactrice, identifiée depuis comme Käthe André-Karen,.
Toutes les contributions rédactionnelles de Frauenliebe étaient signées. Parmi elles, on trouve des activistes connues du mouvement lesbien berlinois comme par exemple Selli Engler, Ruth Margarete Roellig ou Annette Eick. En 1930, le professeur Karsch-Haack, Herta Laser, Annette Eick, Helga Welf, Käthe Wundram, Ikarus, Beba, Hedwig Aries, Ruth Margarete Roellig, Käte Lippert, Hildegard G. Frisch, John Mc Leen et Lo Hilmar étaient mentionnés comme « collaborateurs permanents ».

## Contenu
Frauenliebe", tout comme d'autres magazines lesbiens de l'époque, était étroitement lié à la culture lesbienne locale berlinoise. Il prenait position politiquement, informait sur la vie lesbienne à Berlin et dans toute l'Allemagne, publiait des histoires courtes, des poèmes et des romans, ainsi que des annonces de lieux de rencontre lesbiens ou des annonces de contacts privés. Des liens forts existaient notamment avec le "Damenklub Monbijou", une organisation centrale du mouvement lesbien à Berlin.
Au début, le magazine contenait un supplément intitulé « Der Transvestit ». Après son arrêt, le sujet a été régulièrement traité au sein de la revue.